# 34293 Khiemdoba
34293 Khiemdoba este o planetă minoră (asteroid) din centura de asteroizi. A fost descoperită pe 29 august 2000 la Experimental Test Site⁠(d) de Lincoln Near-Earth Asteroid Research. 
Obiectul prezintă o orbită caracterizată de o semiaxă mare de 2,4382442 UAi, o excentricitate de 0,12, o înclinație de 5,47105 ° în raport cu ecliptica.